# Lophothrix insignis
Lophothrix insignis är en kräftdjursart som beskrevs av Georg Ossian Sars 1920. Lophothrix insignis ingår i släktet Lophothrix och familjen Scolecitrichidae. Inga underarter finns listade i Catalogue of Life.